# Кочубей Маркур Пилипович
Марку́р Пили́пович Кочубе́й  (кін. XIX — перша половина XX) — бандурист.
Народився в родині заможного козака в ст. Абінська на Кубані. Належав до стародавнього козацького роду Кочубеїв, нащадки яких переселилися із Запорожжя до Чорноморії. Наймолодший із шести братів (Дмитро, Пилип, Іван старший, Іван менший…). Всі вони мали відмінні голоси та витончений слух. Співали у церковному хорі. Грали у станичному духовому оркестрі. Кочубей займався переважно побутовим музикуванням. Улюблена пісня «Не бий мене, муже, не карай». Грав безпосередньо і щиро. Легко імпровізував. Народні танці обов'язково виконував із варіаціями, які сам і створював. У співочому товаристві міг награвати будь-яку українську народну пісню.
Родина потрапила під розкуркулення, брати Кочубеї були репресовані. Василь двічі тікав із поселення в Сибіру. Та був заарештований втретє. Був і репресований племінник Маркура Кочубея — Володимир Васильович Кочубей.